# 양치정원

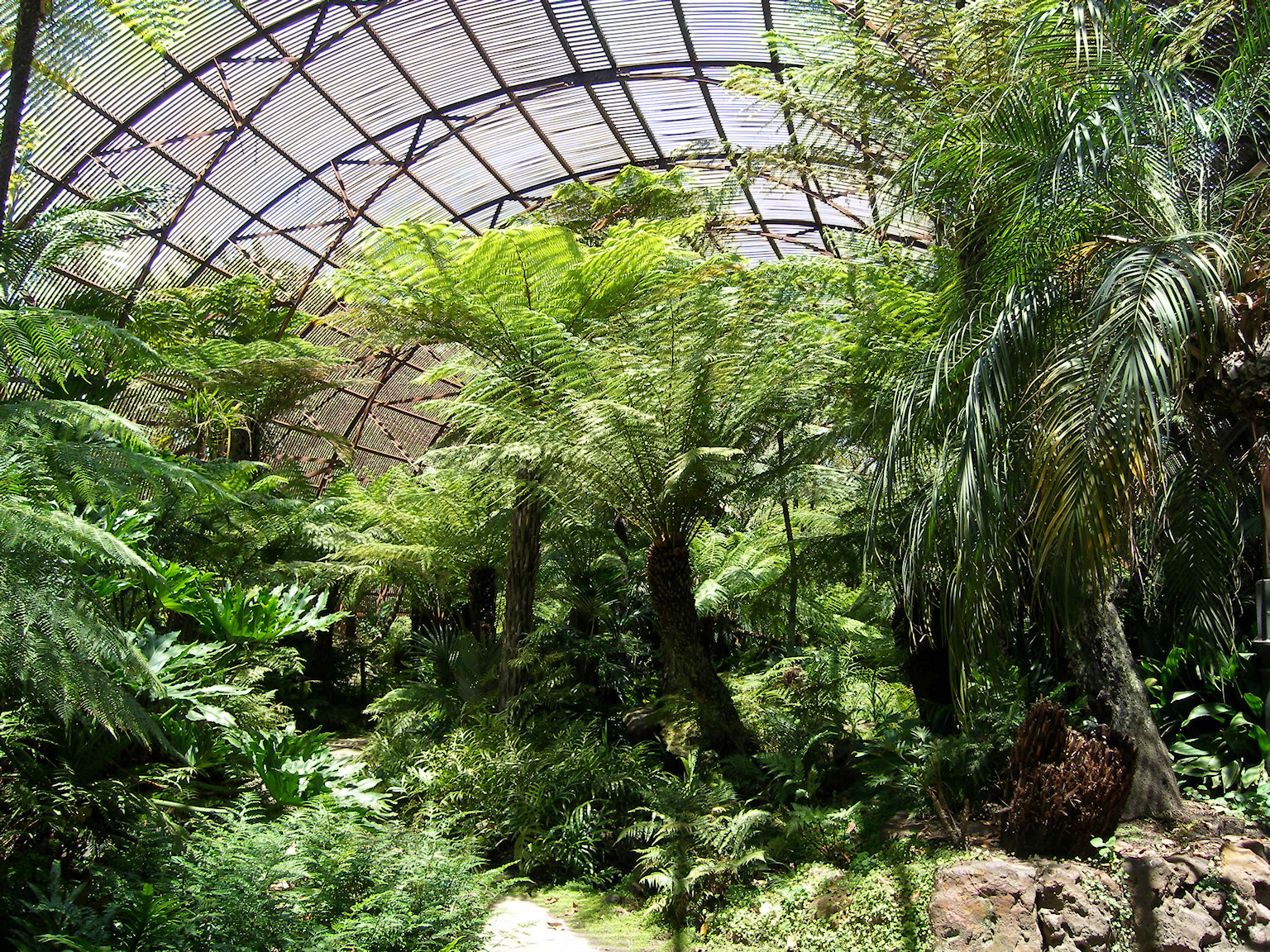

양치정원, 양치식물원 또는 퍼너리(fernery)는 양치류 재배 및 전시를 위한 특수 정원이다.
많은 국가에서 양치류는 실내에 있거나 최소한 보호되거나 그늘진 곳에 보관되어 습한 환경, 필터링된 빛, 서리 및 기타 극한 상황으로부터 보호한다. 반면, 건조한 지역에 서식하는 일부 양치류는 비와 습한 조건으로부터 보호해야 하며 햇볕이 잘 드는 곳에서 가장 잘 자란다. 온화한 기후에서 양치류는 종종 외부에 있으며 유사한 조건에서 자라는 다양한 종을 보유하고 있다.
1855년 영국의 일부 지역은 '익룡 열풍'(pteridomania)에 휩싸였다. 이 용어는 성직자이자 박물학자(이후 물의 아이들의 저자)인 찰스 킹즐리가 만든 것이다. 여기에는 영국 품종과 이국적인 품종이 모두 수집되고 전시되었다. 많은 관련 구조물이 건설되었고 컬렉션을 유지하기 위해 도구가 사용되었다.
1859년, 태튼 홀(Tatton Hall) 옆에 있는 태튼 파크 가든스(Tatton Park Gardens)의 퍼너리는 조셉 팩스턴의 조수이자 사위인 조지 스토크스(George Stokes)의 설계에 따라 온실 서쪽에 뉴질랜드의 나무고사리와 기타 식물을 보관하기 위해 지어졌다. 퍼너리는 TV 미니시리즈 다시 찾은 브라이즈헤드(Brideshead Revisited)에도 등장했다.
1874년에 제임스 던컨(식물 수집가이자 설탕 정제업자)이 벤모어 식물원(에든버러 왕립 식물원의 일부)에 퍼너리를 건설했다. 퍼너리가 온열 온실에 기반을 두고 있었기 때문에 이것은 규모가 크고 비용이 많이 드는 프로젝트였다. 1992년에 이 곳은 건축학적, 식물학적 가치로 인해 스코틀랜드 역사 유적지로 등재되었으며, 스코틀랜드 왕립 고대 및 역사 기념물 위원회에서는 "매우 희귀하고 디자인이 독특하다"고 설명했다.
1903년 미국의 백만장자 윌리엄 월도프 애스터(William Waldorf Astor)가 켄트주에 있는 히버성을 인수하여 복원하여 가족 거주지로 사용했다. 그는 자신의 조각상과 장식품 컬렉션을 전시하기 위해 이탈리아 정원(퍼너리 포함)을 추가했다.